# Ascrea
Ascrea ist eine Gemeinde in der Provinz Rieti in der italienischen Region Latium mit 208 Einwohnern (Stand 31. Dezember 2023). Sie liegt 78 km nordöstlich von Rom und 35 km nordwestlich von Rieti.

## Geographie
Ascrea liegt im Tal des Turano oberhalb des Lago di Turano. Es liegt unterhalb des Monte Navegna in den Sabiner Bergen. Ein großer Teil des Gemeindegebiets gehört zum Naturreservat Monti Navegna e Cervia. Die Ortsteile sind Ascrea, Rigatti und Stìpes.
Ascrea ist Mitglied der Comunità Montana del Turano.
Die Nachbarorte sind Castel di Tora, Collegiove, Longone Sabino, Marcetelli, Paganico Sabino, Pozzaglia Sabina, Rocca Sinibalda und Varco Sabino.

## Geschichte
Ascrea wurde erst im 14. Jahrhundert gegründet und gehörte der Adelsfamilie Collalto. 1440 verkauften sie den Ort an Cola Mareri, der damit das ganze Tal besaß. Ab dem 17. Jahrhundert war der Ort ein Zentrum der Briganten, die Reisende auf der Straße zur Grenze des Königreich Neapel überfielen.

## Bevölkerungsentwicklung
| Jahr      | 1861 | 1881 | 1901 | 1921 | 1936 | 1951 | 1971 | 1991 | 2001 |
| --------- | ---- | ---- | ---- | ---- | ---- | ---- | ---- | ---- | ---- |
| Einwohner | 827  | 884  | 803  | 856  | 780  | 626  | 423  | 318  | 284  |

Quelle: ISTAT

## Politik
Dante D’Angeli (Lista Civica: Alleanza Civica) wurde im Mai 2006 zum Bürgermeister gewählt. Am 5. Juni 2016 wurde er wiedergewählt.